# Marian Diamond
Marian Cleeves Diamond (Glendale, 11 novembre 1926 – Oakland, 25 luglio 2017) è stata una neurologa e psichiatra statunitense.
Si tratta di una delle decane delle ricerche sul cervello, sulla mente e sulle loro funzionalità. Come ricercatrice e poi come insegnante ha anticipato molte delle linee di ricerca sulle funzionalità cerebrali messe poi a punto nel secondo dopoguerra. Famosi i suoi esperimenti sui ratti, iniziati negli anni negli anni sessanta e conclusi nel 1987, quand'era docente alla Berkeley University. La Diamond, essendosi resa conto dell'importanza del comfort ambientale, contrapposto allo stress, ha confrontato le condizioni emotive di due gruppi di ratti adulti con differente trattamento; un primo gruppo stava rinchiuso in tipiche gabbie da laboratorio, un secondo, invece, era posto in ambienti confortevoli e arricchiti di aggeggi per divertirsi.
Tali giocattoli rendevano i topi più allegri e sereni e il risultato fu che in numerose regioni della corteccia i dendriti corticali erano più sviluppati e molto ricchi di ramificazioni. Gli esperimenti di Marion Diamond confermavano ciò che i neuropsichiatri avevano sempre supposto, ovvero che gli ambienti e i contesti, favorevoli o sfavorevoli al vivere, determinassero anche la struttura cerebrale e risultassero essenziali per lo sviluppo del cervello infantile.
Si dimostrava così ciò che era noto da tempo, ovvero che la stimolazione dell'attività cerebrale ne migliora struttura e tono, ma che tali vantaggi sono contingenti e che quindi l'ambiente è determinante affinché un cervello funzioni in un modo o in un altro. Essendo l'arricchimento ambientale assimilabile a un arricchimento culturale abbiamo la conferma che il cervello evolve per interazioni tra com'è fatto e ciò che esperisce, cioè la situazione ambientale e culturale che lo accoglie.